# 赫比市镇
赫比市镇（瑞典語：Hörby kommun）是瑞典南部斯科讷省中部的一个市镇。其治所位于赫比。